# Skyway Airlines
Skyway Airlines war eine 1994 gegründete US-amerikanische Regionalfluggesellschaft, die für Midwest Airlines Zubringerdienste vornehmlich zum Milwaukee Mitchell International Airport in Milwaukee durchführte. Am 5. April 2008 stellte die Fluggesellschaft sämtliche eigene Flüge bis auf Weiteres ein.

## Flotte
- 12 Dornier 328JET[2]